# Каковкин, Григорий Владимирович
Григорий Владимирович Каковкин (род. 14 февраля 1953) — российский писатель, журналист, фотограф, драматург и сценарист, режиссёр документального кино, театральный режиссёр.

## Биография
Родился в Москве, детство прошло на Петровке. Отец — директор типографии, мать — учитель. Окончил специализированную школу № 16 с гуманитарным уклоном. Окончил философский факультет МГУ. Учился в аспирантуре Института философии АН СССР. 
Десять лет проработал в журнале «Сельская молодежь», прошел путь от спецкора до заместителя главного редактора. Потом работал в журналах «Открытая политика», «Евразия», на телевидении, в документальном и игровом кино, в газетах «Известия» и Литературная газета. 
Около десяти лет занимался издательским бизнесом. Позднее основным занятием стала литература: романы, рассказы, драматургия, сценарии. Дебютный роман — «Мужчины и женщины существуют», несколько раз переиздавался, вошел в лонг-лист «Большой книги».
В 2021 году со студентами Щукинского училища создает свой театральный коллектив и ставит спектакли как режиссёр. По пьесам Каковкина ставятся спектакли и снимается кино.
Три раза был женат, имеет двух взрослых сыновей и внука.
Живет в Москве, в районе Ломоносовского проспекта.

## Работа
- Журнал «Сельская молодежь», заведующий отделом очерка и публицистики
- Журнал «Открытая политика», заместитель главного редактора
- Газета «Известия», заведующий отделом «Регионы»; обозреватель
- «Литературная газета», заведующий отделом политики и экономики
- Журнал «Русские горки», главный редактор
- Журнал «Охраняется государством», главный редактор
- «Добрые люди. Журнал российских благотворителей», главный редактор
- Журналы «Столичные новостройки», «Дисконт & [сейл]», главный редактор
- 2000—2009: Проектно-издательский центр «MEDIA 77», генеральный директор

## Общественная позиция
В марте 2014 году подписал письмо «Мы с Вами!» «КиноСоюза».

## Творчество

### Телевидение
- Автор и режиссёр программы «Провинция», первый канал, 1995—1997 гг.
- Автор и главный редактор программы «Русские горки с Михаилом Таратутой», каналы РТР и НТВ, 1999—2000 гг.

### Романы
- «Мужчины и женщины существуют». Роман впервые вышел в издательстве «АСТ» в мае 2011 года. Второе и третье издание вышло в январе 2016 года в издательстве «РИПОЛ Классик». В сокращённом варианте опубликован в журнале «Дружба народов», № 2 и № 3, 2011 год, а также на сайте журнала. Роман «Мужчины и женщины существуют» вошёл в лонг-лист Национальной литературной премии «Большая книга» сезона 2011—2012 гг.
- «Теория и практика расставаний». Роман вышел в 2016 году в издательстве «РИПОЛ Классик».
- «Вот!» Роман вышел в 2019 году в издательстве «РИПОЛ Классик». Рецензия:

Все три романа переизданы в 2021 году.

### Драматургия
- «Иди сюда, иди», драма. Опубликована в журнале «Современная драматургия», № 1, 2015 г.:
- «Ветер крепчает», комедия-буфф. Под первым названием («Ветер нужен парусам») вошла в шорт-лист международного конкурса пьес для детей и подростков «Маленькая премьера — 2011»:
- «Раскольников, пожалейте старушку», комедия:  Пьеса поставлена в театре DOC, Москва, и в театре-студии "Кукушкино гнездо", Новороссийск, 2019 г.
- «Первый рабочий день», пьеса. Опубликована в журнале «ЛИTERRAТУРА», 2021 г.:  Вошла в лонг-лист третьего конкурса новой драматургии «Ремарка»:
- «Лестница Шварцмана», одноактная пьеса, 2015 г.
- «Ремонт часов, велосипедов и фотография», монопьеса. Опубликована в журнале «Вестник Европы XXI век», № ХLIX, 2017 год, и в журнале «ЛИTERRAТУРА», 2019 г.:  Первая премия на конкурсе Радио России и Российской библиотеки искусств. Театр им. А.П. Чехова, Молдова, спектакль «Пришелец», режиссёр-постановщик — Иосиф Шац. Димитровградский драматический театр им. А.Н.Островского, режиссёр - Павел Мельников, в главной роли - актёр Андрей Косарев. Театр "By the way", США, 2023 год, режиссёр - Иосиф Шац, в главной роли - Вячеслав Каганович.
- «Про комаров и людей», пьеса, 2019 г. По мотивам пьесы поставлен спектакль «Комары и другие клоуны», театр «Револьвер».
- «Идеальная баба. Генеральная уборка с Жан-Жаком Руссо», монопьеса. Премьера спектакля состоялась в июле 2023 года в Иерусалиме, режиссёр - Григорий Каковкин, в главной роли - актёр Андрей Белоцерковский.
- «Морковь селедка и другие фрукты», пьеса, 2021 год. По пьесе поставлен одноименный спектакль, режиссёр и драматург — Григорий Каковкин, театр «Пространство внутри», 2022 год.
- "Фаршированная рыба", пьеса, 2023 г.

### Сценарий художественного фильма
Закончены съёмки художественного фильма «Она танцует» по сценарию Григория Каковкина. Картина выйдет на экраны в 2023 году.

### Рассказы и очерки
- «Еврейское счастье», очерк, газета «Известия», 14 мая 1999 г. Очерк переведен на немецкий язык.
- «Стихосказы», сборник рассказов, издательство «Media 77», 2007 г.
- «Зеркало», рассказ, сборник «Частная жизнь», изд. «РИСИ», 2008 г.
- «Программа на трезвую голову», рассказ:
- «Сомнительное сравнение», рассказ, журнал «Дилетант».
- «Ливельпундия», рассказ. Сборник «Частная жизнь», изд. «РИСИ», 2008 г.; журнал «Знамя», № 9, 2012 г.: ; журнал «ЛИTERRAТУРА», 2014 г.:
- «Море и фрукты, рассказ, «Крымский сборник. Путешествие в память», изд. «Книжный Клуб Книговек», 2014 г.
- «Короткая жизнь», цикл рассказов, журнал «Этажи»:
- «Последний клиент», рассказ, журнал «Формаслов»: .
- «Португальский портвейн», «Вагон» и другие рассказы, журнал «Новый свет», Канада.

### Статьи, интервью
- «Служба, дело и дружба», журнал «Знамя», 1993 г.
- «Станет ли Россия Лебедянью?», газета «Известия», 19 мая 1998 г.
- «Роль и место дурака в России», журнал «Русские горки», № 3, 2001 г.
- «Третий путь ведёт только в третий мир», интервью с Егором Гайдаром:
- «Мне было скучно играть одному», интервью с Владимиром Спиваковым, газета «Известия», 5 апр. 2005 г.:

### Документальное кино
Григорий Каковкин - автор и режиссёр более двадцати документальных фильмов:
- «Уличный портрет», ЦСДФ, 1989 г., приз зрительских симпатий в год выпуска:
- «Круг замкнутый», ЦСДФ, 1989 г.:
- «Карточный домик», Центрнаучфильм, 1990 г.
- «Куда показывает Ильич?», Свердловская киностудия, 1994 г.
- «Алфизик Алферов, или Физика счастливого тела» (реж. Е. Лунгин), РТР, 2001 г.
- «Щедровицкий: в поисках элиты», Ф.А.С. media, 2004 г.:
- «Остаются дети», памяти педагога Анатолия Пинского, «MEDIA 177», 2010 г.
- «Мужчина тяжелого поведения и его женщина», студия «Фишка-фильм», 2015 г.

Видеопоэзия на стихи Григория Каковкина:
- «Как дела»
- «Через запятую», фильм вошел в шорт-лист Волошинского конкурса, 2014 г.:

### Театр
- «ЦИМЕС: специальный театральный рецепт», спектакль, 2021 год. Режиссёр спектакля — Григорий Каковкин. Гастроли в Новосибирске, Коломне. Показ в Центральном Доме Актера. Рецензии на спектакль: в журнале «Этажи» и в издании «5781 Еврейский журнал»
- «Морковь селедка и другие фрукты», спектакль, режиссёр и драматург — Григорий Каковкин, театр «Пространство внутри», Москва, 2022 год. Рецензия на спектакль:
- «Идеальная баба. Генеральная уборка с Жан-Жаком Руссо», спектакль, режиссёр и драматург - Григорий Каковкин, в главной роли - актёр Андрей Белоцерковский, Иерусалим, 2023 г.
- «Театр Григория Каковкина» создан в 2021 году.
- Проект «Домашние танцы» швейцарского хореографа Николь Сайлер, Театр Наций, 2018 год: . Григорий Каковкин — участник-танцор.

### Участие в фотовыставках
- «Моя Москва», Малый манеж, 2005 г.
- «ВДВ — сильный характер», МОСХ, 2009 г.

### Авторский проект
«Модильяни в России. Трансживописная фотография»

Состоит из 12 работ, которые совмещают в себе картины Амедео Модильяни с фрагментами фотографий конкретных мест в России (Сахалин, Москва, Подмосковье, Астрахань и др.).

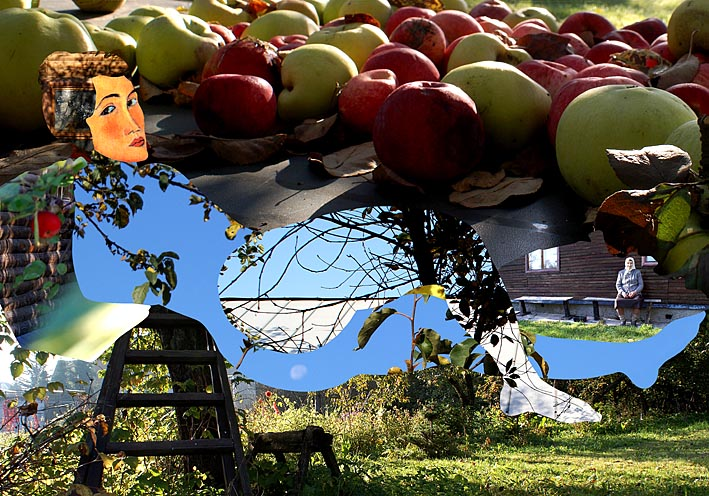
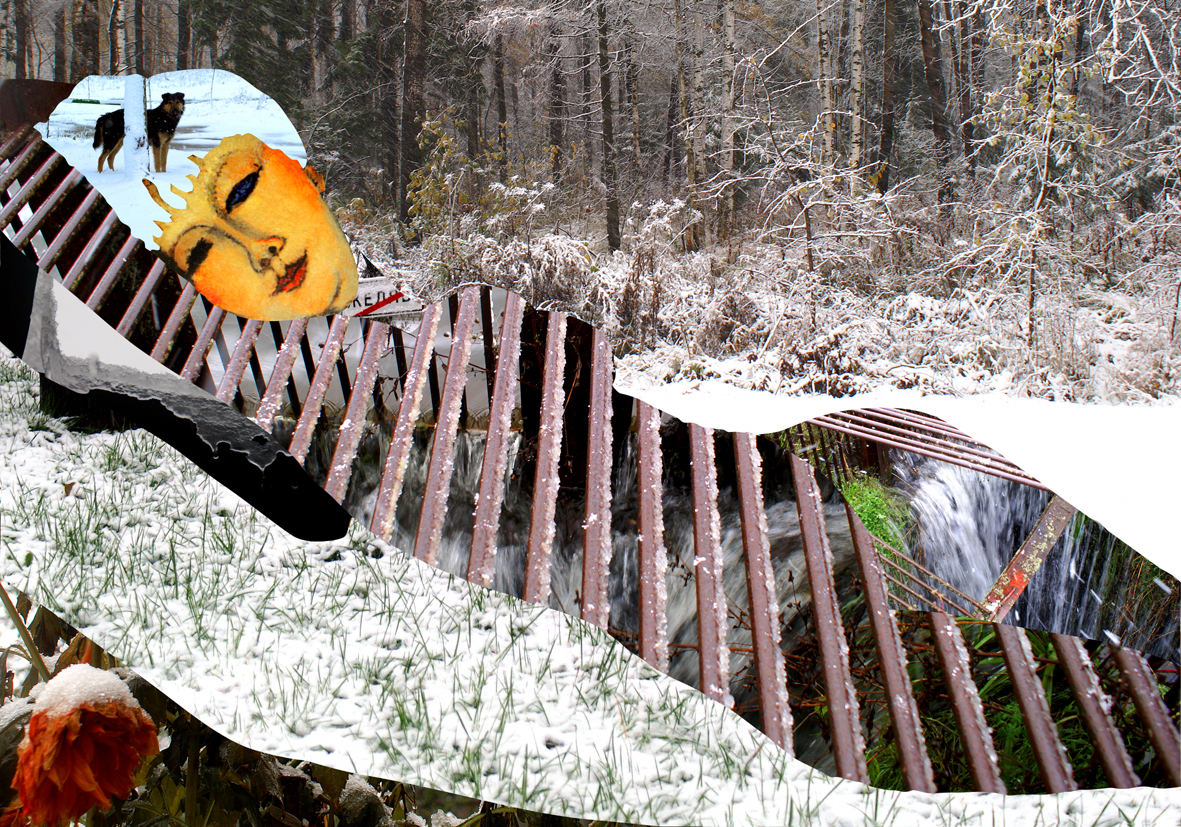

## Награды и премии
- Медаль «Защитнику свободной России» (23 апреля 1993 года) — за исполнение гражданского долга при защите демократии и конституционного строя 19-21 августа 1991 года[2]
- Медаль «Золотое перо» журнала «Сельская молодежь».
- Роман «Мужчины и женщины существуют» — лонг-лист национальной литературной премии «Большая книга», 2012г.
- Пьеса «Ветер нужен парусам» — шорт-лист международного драматургического конкурса пьес для детей и подростков «Маленькая премьера — 2011».
- Фильм «Через запятую» — шорт-лист Волошинского конкурса, 2014 г.
- Пьеса «Первый рабочий день» — лонг-лист третьего конкурса новой драматургии «Ремарка».
- Монопьеса «Ремонт часов, велосипедов и фотография» — первая премия на конкурсе Радио России и Российской библиотеки искусств.

## Союзы
- Член КиноСоюза
- Член Союза журналистов России